# Niżatyce
Niżatyce [pronunciación en polaco: /ɲiʐaˈtɨt͡sɛ/] (en ucraniano: Нижатичі:, Nyzhatychi) es un pueblo ubicado en el distrito administrativo de Gmina Kańczuga, dentro del Condado de Przeworsk, Voivodato de Subcarpacia, en el sur de Polonia oriental. Se encuentra aproximadamente a 3 kilómetros al sureste de Kańczuga, a 11 kilómetros al suroeste de Przeworsk, y a 30 kilómetros al este de la capital regional Rzeszów.